# Anthoceros neesii
Espèce
Statut de conservation UICN

 EN B1+2c : En danger
Anthoceros neesii est une espèce de plantes de la famille des Anthocerotaceae.

## Publication originale
- Die Lebermoose Europas 6: 1312. 1958.